# Јосип Франк
Јосип Јозуа Франк (Осијек, 10. април 1844 — Загреб, 17. децембар 1911) је био хрватски политичар јеврејског порекла.
Био је самостални заступник у Хрватском сабору (од 1884). Приступио је Странци права након страначкога раскола са Антом Старчевићем утемељио "Чисту странку права", коју је водио након Старчевићеве смрти. Франк је одустао од Старчевићеве борбе за независну Хрватску и политике несукобљавања са Србима, и залагао се за тријалистичко уређење Аустроугарске и распиривао је сукобе са Србима.

## Биографија
Јосип Франк је рођен у Осијеку 10. априла 1844. године. По рођењу је био Јеврејин, а касније се покатоличио. Матерњи језик му је био немачки. Учио је гимназију у Осијеку, а правне науке у Бечу. Године 1872. отворио је у Загребу адвокатску канцеларију. До 1876. године држао је штампарију у којој је "тискао" лист "Гласник бискупије босанско-сријемске". Од 1877. године почео је издавати у Загребу режимске Agramer Presse, а кад је ова била забрањена Kroatische Post, коју је убрзо стигла иста судбина. У периоду од 1877. до 1890. године иступао је Франк у политичком животу самостално, не прикључивши се ниједној политичкој странци. Био је у то време дописник угледних страних листова, попут будимпештанског "Pester Lioyda" и бечког "Neue Freie Presse".
Занимао се нарочито финансијским односима Хрватске према Угарској. Године 1880. изабран је у загребачко градско заступништво, у коме је радио до 1894. године. Изабран је 1884. године за посланика у хрватском сабору, гдје се 1890. године прикључио хрватској Странци права. Убрзо је успео да у странци заузме водеће место.
Због сукоба са Франом Фолнеговићем, Јосип Франк је, заједно с Антом Старчевићем, Еугеном Кумичићем и Милом Старчевићем иступио из клуба Странке права. Након тога услиједио је коначни раскол Странке права, а страначка струја коју су предводили Старчевић и Франк, прерасла је у "Чисту странку права" са страначким дневником "Хрватско право".

## Србофобија
Од самих почетака политичког деловања био је доследан у ширењу мржње према српском народу, као и његов духовни вођа Анте Старчевић. Након Старчевићеве смрти 1896, Јосип Франк будући је већ имао Старчевићеву подршку, преузео вођство странке те је потом учврстио њен положај, и тако јој осигурао политичку будућност.
Заједно са политичким претходником Анте Старчевићем, припадао је великохрватској политичкој струји из које ће се изродити усташки покрет Анте Павелића. Основао је франковачке легије које су биле претече каснијих усташких бојни.
Дана 1, 2. и 3. септембра 1902, он је организатор антисрпских демонстрација у Загребу. Руља предвођена франковачким хушкачима и у извесној мери заштићена влашћу, три дана је разарала дућане, установе и станове српске у Загребу, бацајући на улице и спаљујући њихову робу. У нередима је теже и лакше повређено око стотину лица, нападнутих Срба, чувара реда и изгредника. До сличних изгреда против Срба, дошло је тада и у Карловцу и Славонском Броду.
Стјепан Радић је рекао да је то свињски посао који ће осрамотити Хрвате следећих 100 година. Супротно њему, Јосип Франк је у Сабору похвалио изгреднике да су починили заслужно дело за Хрватску. Он није крио да је у првим редовима учествовала његова "Чиста странка права" са својим приврженицима.
У време анексионе кризе и загребачког велеиздајничког процеса, Стјепан Радић је у новинама "Дом" писао о оснивању легије добровољаца присталица Франкове странке права: Устројила се наиме 'Хрватска народна легија', тј. оружана чета 'за одбрану хрватске домовине' (...) Но најстрашније је ово: Ово што хоће легија, то је не само мржња, то је готово клање Срба. И онда они који су за легију, говоре, да ће се Босна, у којој има око 700.000 Срба, сјединити с Хрватском да те Србе 'жедне хрватске крви', или ми покољемо, или они збиља попију нашу крв.
Савезнике у политичкој борби од 1906. године Франк тражи у краљевском двору и кругу око престолонаследника Франца Фердинанда.
Прогресивни хрватски политичар Иван Рибар је напоменуо да је Јосип Франк заједно са високим војним круговима у Бечу, склопио споразум по коме би у случају сукоба са Србијом, након анексије Босне и Херцеговине, требало масакрирати и протерати Србе из Хрватске.

## Крај каријере
Године 1908. дошло је до раскола у странци. Страначка струја, тзв. милиновци, предвођена Милом Старчевићем, напушта те године странку, и оснива Старчевићеву странку права. Но, ни то није поколебало Јосипа Франка у његовом провођењу властитих политичких идеја. Следеће 1909. године је оболео, и од тада је његов утицај на политику био минималан.
Странка се од тада све више приближава кругу католичких интелектуалаца, окупљених око листа Хрватство право с којима се крајем 1910. године ујединила те променила име у Кршћанско-социјална странка права. Већ крајем 1911, долази до договора између Кршћанске-социјалне странке права и Старчевићеве странке прва, око уједињења у Странку права. Тако се странка вратила свом старом имену, а уједињењем с "милиновцима" још више је ојачала. Странку је тада водио др Томашић, кога је наследио Славко Цувај. Но, Јосип Франк убрзо, на последњи дан избора 17. децембра 1911. године у Загребу умире.
Оставио је у странци читав низ политичара, који су наставили његову идеологију. Један од њих је био и Анте Павелић, касније оснивача усташког покрета и поглавника Независне Државе Хрватске.